# Batalla del Cerro de Cóporo
La Batalla del Cerro de Cóporo fue una acción militar de la Guerra de Independencia de México, efectuada el 1 de septiembre de 1817, en la mesa del campo en el actual municipio de Jungapeo, Michoacán. Los insurgentes comandados por el general Nicolás Bravo derrotaron a las fuerzas realistas del coronel Ignacio Mora.

## Antecedentes
Durante los meses de mayo y junio de 1817 en la guerra de Independencia de México, las tropas del general insurgente Nicolás Bravo y las del independentista Benedicto López, sostuvieron frecuentes enfrentamientos con las fuerzas realistas de la región oriental del actual estado de Michoacán. Benedicto López derrotó en varias ocasiones al Mayor Pío María Ruiz, quien era el encargado de perseguir a sus fuerzas, y el 13 de junio venció a una pequeña unidad realista, alejando a las tropas realistas de esa zona. Gracias a estas acciones Nicolás Bravo logró tomar el cerro de Cóporo en julio de 1817 y dedicarse en la repararación de antiguas fortificaciones insurgentes destruidas por las fuerzas realistas, con el fin de desde allí enviar tropas a cuidar Maravatío y otras localidades de la región.

## La batalla
Sin embargo, las tropas realistas veían la permanencia del insurgente Bravo como una constante amenaza. Durante los últimos días del mes de agosto, una expedición novohispana comandada por el coronel realista Ignacio Mora y conformada por el Batallón de Santo Domingo, el Regimiento Fijo de México y un Escuadrón, avanzó desde Ixtlahuaca y el 1 de septiembre de 1817 sitió el Cerro de Cóporo. Ignacio Mora, quien era un comandante sin experiencia en combate, ordenó el asalto de las fortificaciones, que se encontraban en su mayor parte ya reconstruidas, formando 1 columna compuesta de hombres de las compañías del Fijo y del Santo Domingo a las órdenes del teniente Félix Merino. La batalla se libró el 1 de septiembre y resultó en un fracaso realista pues estos perdieron 5 oficiales y 100 hombres.

## Consecuencias
Con motivo de la derrota, Mora fue relevado del mando, entregándosele al coronel Barradas, que no obtuvo de igual forma los objetivos de campaña. El gobierno virreinal optó entonces por enviar al Batallón de Lovera comandado por el coronel Márquez Donayo, que estableció de nueva cuenta el sitio con más hombres e impidió comunicación alguna con los insurgentes del exterior.
Los víveres insurgentes escaseaban y el hambre y las enfermedades se apoderaron del lugar. Benedicto López logró salir del cerro e intentó llevar provisiones a los insurgentes, sin embargo el 29 de noviembre fue hecho prisionero y después fusilado. El 1 de diciembre, Márquez Donayo atacó de nueva cuenta el Fuerte de Cóporo, tomando prisioneros a 277 insurgentes.
Nicolás Bravo, Ramón López Rayón e Ignacio López Rayón lograron escapar y reunirse en Huetamo con los insurgentes que no habían sido tomados prisioneros para organizar de nueva cuenta las tropas. Nicolás Bravo después de este hecho de armas se unió a las fuerzas de Vicente Guerrero, continuando los dos la lucha por la independencia mexicana.